# Władimirskij Tupik (stacja kolejowa)
Władimirskij Tupik (ros. Владимирский Тупик) – stacja kolejowa w miejscowości Władimirskij Tupik, w rejonie chołmskim, w obwodzie smoleńskim, w Rosji. Stacja krańcowa szerokotorowej linii z Durowa oraz wąskotorowej kolei leśnej.
Stacja istniała przed II wojną światową.